# Йозеф Серчук
Йозеф Серчук (івр. יוסף סרצ'וק рід. 1919, Польща — 6 листопада 1993 рік, Тель-Авів, Ізраїль) — командир єврейського партизанського загону, що діяв в області Любліна в Польщі у роки Другої світової війни. Після війни Серчук багато разів виступав як свідок на судах над нацистськими злочинцями. Його заслуги отримали особливе визнання від Держави Ізраїль.

## Біографія
Після того як його батьки та інші члени родини були вбиті в гетто у 1941 р., Йозеф і його брат Давид були відправлені в табір смерті Собібор, однак вже наступного дня перебування в ньому брати зуміли втекти до найближчого лісу, склавши разом зі ще одним втікачем ядро майбутнього партизанського загону, який здебільшого складався з євреїв, що втекли з довколишніх гетто і табору Собібор.
Після звільнення Польщі Радянською Армією в 1945 р., Давид Серчук приєднався до польської армії і незабаром заслужив підвищення до офіцерського звання. В 1948 рік його було по-звірячому вбито в Любліні польськими неонацистами.
Сам Йозеф після війни брав участь у пошуку втікачів нацистських військових злочинців у Європі, і також виступав як свідок на Нюрнберзькому процесі. Повернувшись до Польщі, Серчук подав прохання на виїзд до Ізраїлю, але воно було відхилене.
В 1950 році Йозеф Серчук отримав закордонний паспорт і емігрував в Ізраїль. Відразу після прибуття в Ізраїль він був покликаний як солдат в Армію оборони Ізраїлю. Після служби одружився, оселився в Тель-Авівському районі Яд Еліягу і зайнявся бізнесом.
Згодом Серчук неодноразово їздив в Європу для дачі показань при розслідуваннях і засвідчення на процесах проти нацистських військових злочинців. Зокрема, він був єдиним, хто вижив, свідком звинувачення на суді над обершарфюрером Гуго Рашендорфером. Після того, як останній був визнаний винним і засуджений на довічне ув'язнення, Серчук був удостоєний спеціальної нагороди Відділу розслідувань злочинів нацистів Поліції Ізраїлю.

## Нагороди
В 1967 у прем'єр-міністр Ізраїлю Леві Ешколь вручив Йозефу Серчуку медаль «Борець з нацизмом», а в 1968 році він також був удостоєний Державної Військової Медалі.

## Родина
Йозеф Серчук помер у Тель-Авіві в 1993 рік у віці 74 років, залишивши після себе дев'ять дітей і більше ста онуків і правнуків.